# Усамітнення
Усамітнення — стан або процес, коли людина перебуває наодинці, відокремлення від інших людей або соціальних контактів. Усамітнення може бути добровільним (з власної волі) або вимушеним (через зовнішні обставини). Воно може мати як позитивний, так і негативний вплив на людину, залежно від тривалості, причин та індивідуальних особливостей.
Усамітнення не слід плутати з самотністю, оскільки самотність зазвичай сприймається як небажаний стан із почуттям ізоляції, тоді як усамітнення часто буває усвідомленим вибором.

## Причини
- бажання відпочити від соціальної активності;
- потреба у внутрішньому осмисленні та самопізнанні;
- релігійні або духовні практики;
- професійна діяльність (наприклад, творчість);
- зовнішні обставини (хвороба, карантин, ізоляція).
- втрата близьких чи розрив стосунків

## Вплив на людину
Добровільне усамітнення часто асоціюється з:
- зниженням рівня стресу;
- покращенням концентрації;
- розвитком творчих здібностей;
- внутрішнім спокоєм.

## В культурі
Тема усамітнення є поширеною у літературі, мистецтві, музиці й філософії. Вона пов’язана з образами відлюдників, монахів, мандрівників. Усамітнення часто використовується як художній прийом для розкриття внутрішнього світу героя.
Усамітнення часто згадується в Біблії. Наприклад, Ісус часто усамітнювався для молитви й спілкування з Богом Отцем.
«А Він відходив до пустельних місцини, і молився» (Євангеліє від Луки 5:16).
Також Пророк Ілля усамітнювався в пустелі, коли тікав від Ізавелі.
Також усамітнення згадується в книгах, наприклад Волден, або Життя в лісах.

### Усамітнення в книзі "Волден, або Життя в лісах"
У книзі «Волден, або Життя в лісах» Генрі Девід Торо описує свій унікальний досвід життя в повній усамітненості серед природи, далеко від суєти й метушні міського життя. Він свідомо обирає віддалитися від людей, щоб віднайти справжню суть буття, зрозуміти себе і світ навколо. Для Торо усамітнення — це не просто ізоляція, а глибокий внутрішній пошук, який допомагає відновити душевну гармонію і очистити розум від зайвого. У цьому стані тиші і самоти він знаходить свободу від матеріального тягаря і соціальних нав’язувань, і через споглядання природи пізнає більш глибокі істини життя. Книга передає думку, що життя у самотності не є втечею, а навпаки — шляхом до пізнання самого себе і світу, що робить усамітнення ключем до внутрішньої свободи і справжнього щастя.